# NGC 5466
NGC 5466是分類為 XII，位於牧夫座的球狀星團，距離地球51,800光年，距離銀心52,800光年，在1784年5月17日就被威廉·赫歇爾發現，並編號為HV1.9。
這個球狀星團很異常的包含了一些藍色的水平分支恆星，並且和平常的球狀星團一樣是金屬貧乏的恆星。在2006年發現它是一個被稱為" 45度潮汐流"星流的來源，這個星流從牧夫座延伸至大熊座，大約有1.4°寬。

## 站外链接
- NGC 5466（页面存档备份，存于）
- seds.org
- Image NGC 5466
- venus.mporzio.astro.it

| 参考数据库 |                            |
| ---------- | -------------------------- |
| Simbad     | data（页面存档备份，存于） |